# Вільний університет Тбілісі
Вільний університет Тбілісі (груз. თბილისის თავისუფალი უნივერსიტეტი) — університет, заснований в 2007 році шляхом злиття Європейської школи менеджменту та Тбіліського інституту Азії і Африки.
Нинішнім президентом і ректором Вільного університету є Гурам Чіковані. Вільний університет включає в себе сім шкіл: бізнесу, права, фізики, математики та комп'ютерних наук, образотворчого мистецтва та дизайну, управління та соціальних наук та інститути Азії і Африки. Станом на квітень 2011 року в університеті навчалося 634 студента: 540 — на бакалавраті, 80 — в магістратурі і 14 — в докторантурі.